# Bałdrzychów (gmina)
Bałdrzychów (od 1868 Poddębice) – dawna gmina wiejska istniejąca do 1868 roku w guberni kaliskiej. Siedzibą władz gminy był Bałdrzychów.
Za Królestwa Polskiego gmina Bałdrzychów należała do powiatu łęczyckiego w guberni kaliskiej. W 1868 roku jednostkę przemianowano na gminę Poddębice.